# Clan Rojo
El Clan Rojo es el nombre que recibió el grupo estable de cantantes y bailarines del programa buscatalentos chileno Rojo de Televisión Nacional de Chile. Este se conformaba en principio por los finalistas de las temporadas del programa o en excepciones por participantes populares dentro del público. Como función principal, el clan apoyaba en las presentaciones de los participantes nuevos de cada temporada, al tiempo que presentaban espectáculos propios. En el último año de la su primera etapa, recibió el nombre de Personal Rojo. 

## Desarrollo
El Clan Rojo se comenzó a formar en la previa a la final de la Primera Generación, como forma de capitalizar el éxito del programa y la popularidad que habían alcanzado sus participantes; así, se decidió mantener en el programa a los 10 finalistas de la competencia (5 cantantes y 5 bailarines).  Los primeros integrantes del Clan fueron (en orden de lugar):
- Cantantes: María Jimena Pereyra, Leandro Martínez, Carolina Soto, María José Quintanilla y Daniela Castillo.
- Bailarines: Rodrigo Diaz, Pablo Vargas, Yamna Lobos, Nelson Pacheco (Nelson Mauri) y Raúl Martínez.

Ya iniciada la Segunda generación, se incorporaría al Clan Maura Rivera, bailarina que ocupó el sexto lugar de la 1°era generación para tener más presencia femenina en el baile, además de cumplir con un perfil más televisivo. También los 10 finalistas aceptaron participar del Símbolo Rojo, competencia que daba como premio un automóvil.
En junio de 2003, se incorporan los finalistas de la Segunda generación:
- Cantantes: Mario Guerrero, Miguel Garcés, Monserrat Bustamante, Katherine Orellana y Natalia Fairlie.
- Bailarines: María Isabel Sobarzo, Claudio Puebla, Raúl Peralta, Demis Reyes y Paulina López

El 19 de junio de 2003 se incorporó Leticia Zamorano, bailarina que ocupó el 6°to lugar de esta generación para participar del Símbolo Rojo II, en reemplazo de Puebla, que se retiró de esa competencia, aunque no del programa para privilegiar sus estudios.
Para fines de octubre de 2003, en las últimas semanas de la Tercera generación, a pesar de que el programa siguió liderando la sintonía con un leve declive, los productores decidieron que todos los finalistas de las 3 generaciones competirían en una final del año para definir al mejor de los mejores. Esta competencia llamada Gran Rojo, además de un premio para el ganador (departamento habitacional), tenía como premio base que los 8 finalistas de cada categoría seguirían en el programa como parte del Clan por todo el 2004.  Después de 3 meses de angustiante y reñida competencia, el Clan Rojo para 2004 quedó conformado de la siguiente manera:
- Cantantes: Carolina Soto, Monserrat Bustamante, María Jimena Pereyra, Luis Pedraza (2°do lugar de la tercera generación), Mario Guerrero, María José Quintanilla, Leandro Martínez y Daniela Castillo.
- Bailarines: Cristian Ocaranza (1°er lugar de la tercera generación), María Isabel Sobarzo, Rodrigo Diaz, Pablo Vargas, Yamna Lobos, José Aravena (3°lugar de la tercera generación), Raúl Martínez y Maura Rivera.

Ya iniciada la temporada Rojo de Chile, el clan sufrió modificaciones: en abril Raúl Martínez abandonó el programa llegando en su reemplazo el 25 de junio Nelson Mauri, ya teniendo un perfil más mediático. Mientras que en cantantes, Juan David Rodriguez (1°er lugar de la tercera generación) y Katherine Orellana se integraron oficialmente también en abril habiendo tenido apariciones esporádicas desde marzo dado a su popularidad en el público. También realizó apariciones esporádicas Claudio Puebla junto a su grupo de street dance Clandestinos. 
El Clan Rojo se mantuvo durante años en el programa Rojo, han entrado figuras nuevas de las competencias que siguieron. También en el verano se le dio un espacio mayor aún a este grupo realizando un programa anexo a Rojo conocido como Clan Rojo en Verano donde los integrantes se establecían en alguna playa para compartir con el público.
Durante las siguientes generaciones, cada año se integraban más participantes en el clan, y algunos antiguos de las primeras tres generaciones se retiraban (algunos temporales y otros definitivamente). Sin embargo, el año 2008 fue el año donde más integrantes del clan se retiran en forma definitiva (incluyendo a todos los que quedaban de las primeras generaciones). Aunque los motivos no son muy claros, los más antiguos afirman que es a causa de la "reestructuración del programa"; sin embargo, los medios de prensa apuntan a la salida de Rafael Araneda y al nuevo conductor del programa (Martín Cárcamo), pero, sin embargo, el poco índice de audiencia recaudado en esta última generación además de la competencia de otros programas en el mismo horario terminó por la desintegración del programa.

## Integrantes

### Bailarines
Estos son los bailarines que pertenecieron al Personal Rojo
- Iván Schmied: Bailarín ganador de Rojo, Final La Nueva Generación 2006.
- Mónica Ferrada: Invitada especial al clan, puesto que ganó Rojo, la Nueva Generación I, pero terminó en el 6.º. Lugar en Rojo, Final Nueva Generación 2006.
- Fabián Castro: Segundo lugar de Rojo, Final La Nueva Generación 2006.
- Diego Gómez: Ganador de Rojo, Nueva Generación II. Obtuvo el cuarto lugar en Rojo, Final La Nueva Generación 2006
- Iván Cabrera: Obtuvo el cuarto lugar en Rojo, final La Nueva Generación 2006. Posteriormente ha participado en programas como Yingo y Fiebre de baile.
- Bárbara Moscoso: Invitada especial al clan puesto que sufrió una lesión antes de la final de Rojo, grupos, por lo cual debió abandonar la competencia.
- Einzige Stuardo: Participante de Rojo en Grupos, Rojo la Nueva generación 2007 y Rojo Final 2007, con 2 4.os lugares en sus competencias.
- Ivana Vargas: Obtuvo el 3.er lugar en la semifinal de Rojo II 2007 y el 2.º lugar en la final de Rojo 2007. Luego de finalizar "Rojo" participó en Calle 7 donde fue la 13.ª eliminada, en 2010 estuvo en La movida del festival mostrando su participación en Viña y en Fiebre de baile donde se quedó con el segundo lugar junto a Iván Cabrera. También ha participado y realizado apariciones especiales en programas como Danz, Yingo, Teatro en Chilevisión y *Primera dama. En 2011 y 2012 participó en el Festival de Viña del Mar y en las nuevas temporadas de Fiebre de Baile.
- Felipe Figueroa: Participante de Rojo en Grupos y Final Rojo 2007. Entró junto a Carolina Gómez a Rojo, y ganó el 2.º Lugar y 4.º lugar (fueron eliminados). Ahora él fue invitado al Clan.
- Nia Marambio: Participante de Rojo en Grupos y Final Rojo 2007. Entró junto a Francisco Chávez a Rojo, y ganó el 3.er Lugar y el 1.er Lugar.

### Otros
- Christell: Pequeña cantante de sólo cinco años que fue descubierta durante un concurso buscando a la doble de María José Quintanilla. Se incorporó al programa convirtiéndose en un boom con la versión español Mueve el ombligo. Lanzó tres discos y un karaoke, su primer disco titulado  Christell  alcanzó ocho discos de Platino por las casi 180 mil copias vendidas, su segundo disco, La Fiesta Continúa alcanzó Doble Platino y su tercer disco se llamó Ponte las Pilas.
- Sumo Cizaña: Primer humorista de rojo, su rol era el de causar polémicas entre los participantes, cuyos libretistas eran Mauricio Gárnica y Alejandro Rahmer. Es interpretado por el actor Orlando Vidal.
- Rogelio Rojas: Personaje humorístico cuyo verdadero nombre es Hugo Zâchary Urzúa, que se dedicaba a parodiar la competencia y a los integrantes del programa. Tuvo su mayor éxito con la canción Nelson Mauri anda al Colegio perteneciente al disco Los Singles de Rojo.
- Pía Guzmán: Modelo y coanimadora en segundo grado. Alcanzó gran popularidad en el programa debido a los constantes errores que cometía durante la transmisión de Rojo, de ahí nació el término Piazo.
- "La Polilla": Personaje humorístico del programa para el año 2007, una dulce e inocente niña de aproximadamente 5 años, que sueña con entrar a Rojo. Es personificado por la actriz cómica Paola Troncoso, integrante de sketchs de Morandé con Compañía.

## Exintegrantes

### Cantantes
- Mario Guerrero (se fue en la Final 2007)
- Leandro Martínez (se fue en la Final 2007)
- Juan David Rodríguez (se fue en la Final 2007)
- Simoney Romero (se fue en la Final 2007)
- Daniela Castillo (lo abandonó en el 2007)
- Monserrat Bustamante (lo abandonó a mediados del 2007)
- Sandier Ante (lo abandonó en el 2007)
- Carolina Soto (lo abandonó en el 2006)
- María José Quintanilla (lo abandonó en el 2006, pero asiste cada cierto tiempo como invitada)
- María Jimena Pereyra (lo abandonó en el 2006)
- Camila Mendez (lo abandonó en el 2006)
- Katherine Orellana (lo abandonó en el 2005)
- Bárbara Muñoz (lo abandonó en el 2005)
- Luis Pedraza Espejo (lo abandonó en el 2005)
- Miguel Garcés (lo abandonó en el 2005)

### Bailarines
- Pablo Vargas (se fue en la Final 2007)
- Yamna Lobos (se fue en la Final 2007)
- Rodrigo Díaz (se fue en la Final 2007)
- Maura Rivera (se fue en la Final 2007)
- María Isabel Sobarzo (se fue en la Final 2007)
- Paulina López (se fue en la Final 2007)
- Edwin Rivera (lo abandonó en el 2007)
- Leticia Zamorano (lo abandonó en el 2006)
- Christian Ocaranza (lo abandonó en el 2006)
- Claudio Puebla (lo abandonó en el 2006)
- Juan Luis Urbina (lo abandonó en el 2006)
- Nelson Pacheco (lo abandonó en el 2006)
- José Luis Quijada (lo abandonó en el 2006)
- José Aravena (lo abandonó en el 2005)
- Raúl Martínez (lo abandonó en el 2004)